# Марија Абакумова
Марија Васиљевна Абакумова (рус. Мария Васильевна Абакумова; Ставропољ, 15. јануар 1986) руска је атлетичарка и рекордерка у бацању копља.
На Летњим олимпијским играма 2008. у Пекингу Абакумова је освојила сребрну медаљу. У првој серији Абакумова је обезбедила вођство са хицем од 69,32 м. У четвртој серији предност у односу на остале такмичарке, бацивши копље на даљину 70,78 м што је био и нови европски рекорд, али у последњој, шестој серији Барбора Шпотакова из Чешке је постига даљину 71,48 м. освојила златну медаљу и постигла нови европски рекорд. Тако се водећа Марија Абакумова морала задовољити другим местом.
Учествовање на Светском првенству 2009. у Берлину донело јој је бронзану медаљу резултатом од 66,02 м. Али већ на следећем првенству у Тегуу 2011. године је освојила златну медаљу са новим личним рекордом и рекорд Русије, који износи 71,99 м. Наиме, већ у другој серији бацила је најбољи резултат каријере са хицем од 71,25 м, заузевши прво место у том тренутку. У петој серији, светска рекордерка Барбора Шпотакова је пребацила 71,58 м, што је трајало веома кратко, јер је Абакумова већ са следећим хицем поново заузела прво место и освојила своју прву титулу првакиње света.
На финалу ИААФ сезоне 2009. у Солуну освојила је прво место резултатом 64,60 м.
Марија Абакумова је удата за колегу из репрезентације, бацача копља Дмитрија Тарабина. За њих је везана јединствена спортска занимљивост. На Светском првенству 2013. у Москви овај брачни пар је у бацању копља заузео треће место на свету и у женској и у мушкој конкуренцији.

## Лични рекорд
На отвореном:
- Бацање копља — 71,99, 2. септембар 2011. Тегу.

У дворани:
- Бацање копља — 62,10, 17. јануар 2009. Краснодар.